# 클라이머즈 하이
《클라이머즈 하이》(クライマーズ・ハイ)는 요코야마 히데오의 소설이자 이를 원작으로 제작된 텔레비전 드라마, 영화이다.

## 개요
2003년 1월 《별책 분게이슌주》에 연재되어 8월에 단행본이 출간됐다. 슈칸 분슌 미스터리 베스트 10 2003년 제1위, 2004년 서점 대상 제2위를 수상했다. 저자가 조모신문 기자시절에 일어난 일본항공 123편 추락 사고를 소재로, 군마현의 가상의 지역 신문사를 배경으로 전대미문의 큰 사고를 취재하는 신문기재의 분투를 그리고 있다. '클라이머즈 하이'란 등산객의 흥분이 극한에 달해 공포감이 마비되는 상태이다.